# Nicolas Karakatsanis
Nicolas Karakatsanis (Antwerpen, 1977) is een Belgisch cameraregisseur.
Karakatsani was cameraman van de thriller Linkeroever van Pieter Van Hees uit 2008,  de misdaadfilm Rundskop van Michaël R. Roskam uit 2011 en The Loft, de Amerikaanse remake van Loft van Erik Van Looy.
In 2014 tekende hij voor de beelden van de dramafilm Violet van Bas Devos, de horrorfilm Welp van Jonas Govaerts en de Amerikaanse film The Drop van Michaël R. Roskam.

## Erkenning
- In 2008 was hij een van de drie genomineerden voor de Vlaamse Cultuurprijs voor Film.
- Winnaar Ensor Beste Fotografie 2011 voor Rundskop
- In 2012 werd hij de laureaat van de Jo Röpcke-award voor zijn carrière als cameraman bij onder andere Linkeroever van Pieter Van Hees, Rundskop van Michaël R. Roskam en The Loft van Erik Van Looy.[2]
- Winnaar Ensor Beste Fotografie 2015 voor Violet

- Library of Congress Control Number: no2016138019
- Nationale Bibliotheek van Tsjechië: xx0306292
- Système universitaire de documentation: 167317393
- Virtual International Authority File: 296645049
- WorldCat: E39PBJmDr3QgX8ttyf6Gh6kqwC